# TV Moda
TV Moda è un programma televisivo italiano ideato e condotto da Jo Squillo, in onda dal gennaio 1999 su diverse reti televisive.

## La trasmissione
Il programma, condotto da Jo Squillo e in onda dal gennaio 1999, è un magazine dedicato al mondo della moda in cui vengono mostrate le sfilate e i backstage delle stesse e vengono intervistati grandi stilisti e celebrità italiani e internazionali. Spesso vengono anche fatte delle incursioni in discoteche e locali dove nascono nuove tendenze, e visitate le famose "capitali della moda". Durante la messa in onda vengono proposte anche varie canzoni e videoclip della conduttrice (Jo Squillo).
Il programma è ispirato ai format Style, in onda sulla CNN, e a Première, in onda in Francia.
Dal programma, in onda per i primi dieci anni di programmazione su Rete 4 il sabato nel primo pomeriggio per poi passare, dal 29 luglio 2009 al 24 settembre 2011 nella mattinata di Italia 1, ed è stata tratta un'intera emittente televisiva satellitare gratuita, Class TV Moda, dove dal 2002 sono trasmessi 24 ore su 24 i servizi del programma e il programma stesso.
Il programma, condotto dalla Squillo, è ideato dalla stessa che ne è anche autrice, mentre il regista è Gianni Muciaccia. Le sigle finali del programma sono cantate da Jo Squillo e cambiano nel corso delle puntate.

## Videoclip proposti in trasmissione
- 1997 – You Make Me Feel (Like a Natural Woman)
- 1999 – 24055 0ccupato 6
- 2000 – Donne al sole
- 2003 – Can't Take My Eyes Off You
- 2003 – Lady Marmalade
- 2003 – Potere all'anima
- 2008 – Il sogno
- 2009 – Un altro amore è possibile
- 2010 – How Deep Is Your Love
- 2010 – La vita è femmina
- 2010 – 6 la più bella storia della mia vita
- 2011 – Never Get Down
- 2013 – Free Your Love
- 2014 – I Don't Need You (Save The Woman)
- 2015 – La gabbia dell'amore
- 2016 – Spinball
- 2017 – Break It Off
- 2018 – Happy Weekend
- 2020 – Strong Together

## Spin-off
Dal programma sono state tratte altre due trasmissioni televisive, sempre condotte da Jo Squillo, che in gran parte utilizzano gli stessi servizi di TV Moda: ModaMania, in onda a partire dalla stagione televisiva 2011/2012 sulle reti Mediaset, e Mode, trasmesso dal 2012 al 2015 su Rai 2.